# Ruthie Tompson
Ruth Irene Tompson dite Ruthie Tompson, née le 22 juillet 1910 à Portland (Maine) et morte le 10 octobre 2021 à Woodland Hills (Los Angeles), est une technicienne de cinéma, animatrice et supercentenaire américaine. Elle est connue pour son travail sur plusieurs longs-métrages d'animation pour la Walt Disney Company.

## Filmographie
Sauf indication contraire, les informations mentionnées dans cette section peuvent être confirmées par la base de données cinématographiques IMDb,  présente dans la section « Liens externes ».

### Comme animatrice

#### Cinéma
- 1937 : Les Revenants solitaires
- 1937 : Blanche-Neige et les Sept Nains
- 1940 : Pinocchio
- 1940 : Fantasia
- 1941 : Dumbo
- 1959 : Donald au pays des mathémagiques
- 1959 : La Belle au bois dormant
- 1964 : Mary Poppins
- 1970 : Les Aristochats
- 1973 : Robin des Bois
- 1974 : Winnie l'ourson et le Tigre fou
- 1977 : Les Aventures de Bernard et Bianca
- 1978 : Le Seigneur des anneaux
- 1978 : Metamorphoses

#### Télévision
- 1960-1962 : Popeye